# Politica regionale dell'Unione europea
La politica regionale dell'Unione europea, nota anche come politica di coesione, è un insieme di politiche volte a promuovere il benessere nelle regioni dell'UE. L'UE assegna oltre un terzo del bilancio europeo allo sviluppo regionale, al fine di eliminare le asimmetrie economiche e sociali nel suo territorio, ristrutturando le aree industriali e diversificando le zone rurali in declino. La politica regionale mira a rendere le regioni più competitive, promuovendo la crescita economica e creando nuovi posti di lavoro, mirando al contempo a svolgere un ruolo nelle sfide future come i cambiamenti climatici, l'approvvigionamento energetico e la globalizzazione.
La politica di coesione copre tutte le regioni europee, sebbene le classifichi in diverse categorie (quella che chiama obiettivi), a seconda principalmente della loro situazione economica. Per il bilancio 2007-2013, la politica prevede tre obiettivi: convergenza, occupazione e competitività regionale e cooperazione territoriale europea.

## Obiettivi

### Convergenza
La maggior parte dei fondi per la politica di coesione (81,5%) è destinata alle regioni coperte dal criterio di convergenza. Questo criterio identifica le regioni più svantaggiate, il cui prodotto interno lordo (PIL) pro capite è inferiore al 75% della media UE. Ciò rappresenta praticamente tutte le regioni dei nuovi stati membri, gran parte dell'Italia meridionale, Germania dell'Est, Grecia, Portogallo, gran parte della Spagna e parti del Regno Unito.
Con l'adesione di nuovi membri all'Unione europea nel 2004 e nel 2007, il PIL medio è diminuito. Di conseguenza, alcune delle regioni dei paesi più vecchi che erano ammissibili sono diventati superiori alla soglia del 75%. Queste regioni si sono travate in un periodo di transizione fino al 2013, continuando a ricevere sostegno attraverso l'obiettivo dell'occupazione e della competitività regionale.
Lo scopo dell'obiettivo di convergenza è consentire alle regioni che lo includono di accompagnare le regioni più prospere dell'UE, riducendo così le asimmetrie economiche. Tra gli innumerevoli progetti finanziati nell'ambito di questo obiettivo vi sono la costruzione di infrastrutture di base, il sostegno alle imprese, la costruzione o l'ammodernamento di impianti di trattamento delle acque o dei rifiuti e il miglioramento dell'accesso alle connessioni Internet a banda larga. I progetti di sviluppo regionale nelle regioni di convergenza sono sostenuti da tre fondi europei: il Fondo europeo di sviluppo regionale (FESR), il Fondo sociale europeo (FSE) e il Fondo di coesione.

### Occupazione e competitività regionale
Questo obiettivo copre tutte le regioni europee che non sono coperte dall'obiettivo di convergenza. Finanziato dal 16% del budget di sviluppo regionale, il suo obiettivo principale è quello di creare posti di lavoro promuovendo la competitività e rendendo le regioni più attraenti per le imprese e gli investitori. Tra i progetti finanziati vi sono lo sviluppo del trasporto ecologico, il sostegno a centri di ricerca, università, piccole imprese e startup. Il finanziamento è gestito dal FESR o dal FSE:

### Cooperazione territoriale europea
Questo obiettivo mira a ridurre l'importanza delle frontiere nello spazio europeo, sia tra i paesi che all'interno dei paesi, promuovendo la cooperazione regionale. Consente tre diversi tipi di cooperazione: internazionale, transnazionale e interregionale. L'obiettivo è finanziato solo dal 2,5% del bilancio ed esclusivamente dal FSE.